# Vireux-Molhain
Vireux-Molhain település Franciaországban, Ardennes megyében. Lakosainak száma 1482 fő (2022. január 1.). Vireux-Molhain Hierges, Montigny-sur-Meuse és Vireux-Wallerand községekkel határos.

## Népesség
A település népessége az elmúlt években az alábbi módon változott:
| Lakosok száma | 1939 | 1936 | 1923 | 1710 | 1589 | 1548 | 1498 | 1467 | 1465 | 1482 |
|               | 1968 | 1982 | 1990 | 2006 | 2013 | 2015 | 2017 | 2019 | 2020 | 2022 |